# .coop
.coop ist eine generische Top-Level-Domain (gTLD). Sie wurde am 15. Dezember 2001 eingeführt und wird von der DotCooperation mit Sitz in Washington, D.C. verwaltet. Diese ist eine Tochtergesellschaft der sogenannten National Cooperative Business Association, welche die Domain bei der ICANN beantragt hat. Dies geschah im Rahmen der Liberalisierung der Richtlinien für generische Adressen im Jahr 2000.
Die Endung .coop ist eine Abkürzung für cooperatives, zu Deutsch Genossenschaften. Die Top-Level-Domain ist ausschließlich für derartige Gesellschaften gedacht und im Vergleich zu anderen generischen Adressen eher unbedeutend. So meldete die Vergabestelle ein Jahr nach der Einführung nur 30 aktive Webseiten unter der Domain. Am 20. Juni 2003 waren etwa 7.500 Adressen registriert, neuere Zahlen liegen nicht vor.
Aufgrund des ausbleibenden Erfolgs wurden die Vergabekriterien für .coop im Laufe der Jahre stark liberalisiert, zuletzt im Jahr 2008. So ist es bezugsberechtigten Genossenschaften seitdem möglich, zum Aufbau von Kategorien zusätzliche Domains zu registrieren. Rabatte bei der Bestellung mehrerer Domains sind ebenfalls ungewöhnlich und durch die Vergabestelle von .coop ausdrücklich vorgesehen. Seit Dezember 2008 werden auch sehr kurze Adressen vergeben, die nur aus einem oder zwei Zeichen bestehen.